# 러셀 마틴 (축구 선수)
러셀 케니스 앨릭샌더 마틴(Russell Kenneth Alexander Martin, 1986년 1월 4일 ~ )은 잉글랜드 태생 스코틀랜드의 전 축구 선수이자 현 축구 지도자로 과거 포지션은 수비수였다.

## 선수 시절

### 클럽
브라이턴 & 호브 앨비언 유소년팀 출신으로 2004년 루이스 FC 입단을 통해 프로에 정식 입문한 뒤 잉글랜드 4부 리그 소속팀인 위컴 원더러스로 이적하여 2007-08 시즌까지 142경기 5골을 기록하며 2005-06 시즌과 2007-08 시즌 승강 플레이오프 준결승 진출, 2006-07년 EFL컵 4강 진출 등에 기여했다.
2007-08 시즌 종료 후 피터버러 유나이티드로 이적하여 2009-10 시즌까지 66경기를 소화하며 2008-09 시즌 잉글랜드 3부 리그 준우승 및 차기 시즌 2부 리그 승격에 기여했고 2009-10 시즌 중반쯤 잉글랜드 3부 리그 소속팀인 노리치 시티로 이적한 뒤 2017-18 시즌까지 통산 308경기 19골로 2009-10 시즌 3부 리그 우승 및 2부 리그 승격, 2010-11 2부 리그 준우승 및 차기 시즌 프리미어리그 승격, 2014-15 EFL 챔피언십 3위 및 1부 리그 재승격 등에 공헌하며 위컴 시절 이후 또 한번의 전성기를 구가했다.
그리고 2017-18 시즌 중반에는 자국 리그의 강호 레인저스 FC에서 임대 선수로 17경기를 소화하며 팀의 리그 3위, 스코티시컵, 스코티시 리그컵 4강 진출에 일조했고 이후 잉글랜드 3부 리그의 월솔 FC로 이적하여 12경기를 소화한 뒤 밀턴킨스 던스로 이적 후 27경기를 소화하며 2018-19 시즌 3부 리그 3위 및 차기 시즌 2부 리그 승격을 이끈 후 현역에서 물러났다.

### 국가대표팀
2011년 네이션스컵을 앞두고 스코틀랜드 A대표팀에 첫 발탁된 후 웨일스와의 둘째날 경기에서 국제 A매치 데뷔전을 치렀고 팀은 이 대회에서 아일랜드에 이어 준우승을 차지했고 이후 2017년까지 A매치 통산 29경기를 소화한 뒤 국가대표팀 유니폼을 반납했다.

## 지도자 경력
현역 은퇴 후 밀턴킨스 던스의 감독으로 지도자 커리어를 시작하여 2020-21년 EFL 트로피 8강 진출을 이끈 뒤 2021년 8월 1일 스완지 시티의 감독으로 부임했다.